# Brenden Pappas
Brenden Pappas (Phalaborwa, 7 mei 1970) is een Zuid-Afrikaans golfprofessional. Hij debuteerde in 2000 op de Web.com Tour. Hij was ook actief op de Southern Africa Tour en de PGA Tour.

## Loopbaan
Pappas werd geboren in Phalaborwa en hij is de jongste van de drie broers. Zijn broers zijn Sean, geboren in 1966, en Deane, geboren in 1967. Hij en Deane studeerden op de Universiteit van Arkansas waar hij in 1993 afstudeerde. In 1993 werd hij een golfprofessional en debuteerde later op de Southern Africa Tour (nu gekend als de Sunshine Tour).
In 1997 behaalde Pappas op de Southern Africa Tour zijn eerste profzege door de Vodacom Series van Gauteng te winnen.
In 2000 ging Pappas naar de Verenigde Staten en hij debuteerde op de Nationwide Tour (anno 2012 vernoemd tot de Web.com Tour). In 2002 maakte hij zijn debuut op de PGA Tour en hij speelde daar tot eind 2005.
In 2006 speelde hij weer op de Nationwide Tour en hij behaalde daar zijn eerste zege in de Verenigde Staten door het Rex Hospital Open te winnen. In 2008 en in 2010 kreeg hij een speelkaart voor de PGA Tour, maar hij boekte geen successen. In 2011 speelde hij opnieuw op de Nationwide Tour en boekte daar zijn tweede zege door het Pacific Rubiales Bogotá Open, maar het toernooi telde niet mee omdat het toernooi afgewerkt werd tot 36 holes.

## Prestaties

### Professional
Southern Africa Tour
| Nr. | Datum           | Toernooi                | Score        | Score | Info  |
| --- | --------------- | ----------------------- | ------------ | ----- | ----- |
| 1   | 16 oktober 1998 | Vodacom Series: Gauteng | 67+66+69=202 | –11   | [ 1 ] |

Nationwide Tour
- 2006: Rex Hospital Open
- 2011: Pacific Rubiales Bogotá Open (Niet erkend)